# Megascops ingens
Megascops ingens е вид птица от семейство Совови (Strigidae).

## Разпространение
Видът е разпространен в Боливия, Венецуела, Еквадор, Колумбия и Перу.